# تصفيات كأس العالم 2006 - الملحق الأوروبي
الملحق الأوروبي ضمن تصفيات أوروبا المؤهلة إلى بطولة كأس العالم لكرة القدم 2006 في ألمانيا ستلعب بطريقة الذهاب والإياب لتحديد آخر 3 منتخبات متأهلة إلى بطولة كأس العالم .
حسب قواعد التصفيات تأهل أصحاب المركز الأول في المجموعات الثمانية بالإضافة إلى أفضل منتخبين احتلا المركز الثاني .
المنتخبات الست الباقية التي احتلت المركز الثاني تأهلت إلى الدور الملحق وتم تصنيفها حسب التالي :
الفئة 1
- جمهورية التشيك
- إسبانيا
- تركيا

الفئة 2
- النرويج
- سلوفاكيا
- سويسرا

تم إجراء القرعة في 14 أكتوبر 2005 في مقر الاتحاد الدولي لكرة القدم في زيورخ بمواجهة منتخب من الفئة الأولى بآخر في الفئة الثانية ثم تم إجراء قرعة ثانية لتحديد صاحب الملعب في مباراة الذهاب .
قواعد تحديد الفائز في مباراتي الذهاب والإياب سيكون حسب قوانين الاتحاد الدولي لكرة القدم . الفائز في النهاية يتأهل إلى بطولة كأس العالم .

## مباريات الذهاب
| إسبانيا                                                                           | 5 – 1   | سلوفاكيا         |
| --------------------------------------------------------------------------------- | ------- | ---------------- |
| لويس غارسيا 10'، 18'، 74' · فرناندو توريس 65' (ركلة جزاء) · فيرناندو موريانتس 79' | التقرير | زيلارد نيميث 49' |

| سويسرا                                | 2 – 0   | تركيا |
| ------------------------------------- | ------- | ----- |
| فيليب سينديروس 41' · فالون بهرامي 86' | التقرير |       |

| النرويج | 0 – 1   | جمهورية التشيك      |
| ------- | ------- | ------------------- |
|         | التقرير | فلاديمير سميتشر 31' |

## مباريات الإياب
| سلوفاكيا          | 1 – 1   | إسبانيا       |
| ----------------- | ------- | ------------- |
| فيليب هولوشكو 50' | التقرير | دافيد فيا 71' |

فاز منتخب إسبانيا 6-2 في مجموع المباراتين وتأهل إلى بطولة كأس العالم .
| تركيا                                                   | 2 – 4   | سويسرا                                         |
| ------------------------------------------------------- | ------- | ---------------------------------------------- |
| تونكاي شانلي 22'، 36'، 89' · نجاتي أتيس 52' (ركلة جزاء) | التقرير | ألكسندر فراي 2' (ركلة جزاء) · ماركو ستريلر 84' |

تعادل منتخب سويسرا 4-4 في مجموع المباراتين وتأهل بفضل قاعدة الهدف الاعتباري إلى بطولة كأس العالم .
| جمهورية التشيك    | 0 – 1   | النرويج |
| ----------------- | ------- | ------- |
| توماس روزيسكي 35' | التقرير |         |

فاز منتخب التشيك 2-0 في مجموع المباراتين وتأهل إلى بطولة كأس العالم .